# Primera División (Chile) 1976
Die Primera División 1976, auch unter dem Namen 1976 Campeonato Nacional de Fútbol Profesional bekannt, war die 44. Saison der Primera División, der höchsten Spielklasse im Fußball in Chile.
Die Meisterschaft gewann das Team von Everton, das sich damit für die Copa Libertadores 1977 qualifizierte. Es war der dritte Meisterschaftstitel für den Klub. Zudem qualifizierte sich auch Universidad de Chile für die Copa Libertadores, das sich in der Liguilla durchsetzen konnte. Der Tabellenletzte Deportes La Serena, der Vorletzte Naval de Talcahuano und aus der Relegationsliguilla Rangers de Talca stiegen in die zweite Liga ab. Die Copa Chile wurde in diesem Jahr nicht ausgespielt.

## Modus
Die 18 Teams spielen jeder gegen jeden mit Hin- und Rückspiel. Meister ist die Mannschaft mit den meisten Punkten und qualifiziert sich für die Copa Libertadores. Bei Punktgleichheit entscheidet ein Entscheidungsspiel um die bessere Position, wenn es um die Meisterschaft oder um den Klassenerhalt geht. In den anderen Fällen entscheidet das Torverhältnis. Der Letzte und Vorletzte der Tabelle steigen in die zweite Liga ab. Die zwei Teams auf den Plätzen 15 und 16 spielen eine Relegationsliguilla mit zwei Zweitligisten, von denen in der kommenden Saison die beiden besten Teams erstklassig spielen, die anderen beiden Teams zweitklassig. Die Vereine auf den Tabellenplätzen 2 bis 5 spielen eine Liguilla um den zweiten Startplatz der Copa Libertadores. Bei Punktgleichheit gibt es ein Entscheidungsspiel.

## Teilnehmer
Für die beiden Absteiger CD O’Higgins und CD Magallanes spielen Aufsteiger Universidad Católica und Deportes Ovalle in dieser Primera División-Saison. Folgende Vereine nahmen daher an der Meisterschaft 1976 teil:
| Mannschaft           | Stadt             |
| -------------------- | ----------------- |
| Regional Antofagasta | Antofagasta       |
| CD Aviación          | Santiago de Chile |
| CSD Colo-Colo        | Santiago de Chile |
| Deportes Concepción  | Concepción        |
| Deportes La Serena   | La Serena         |
| Green Cross Temuco   | Temuco            |
| Everton              | Viña del Mar      |
| CD Huachipato        | Talcahuano        |
| Lota Schwager        | Coronel           |
| Naval de Talcahuano  | Talcahuano        |
| Deportes Ovalle      | Ovalle            |
| CD Palestino         | Santiago de Chile |
| Rangers de Talca     | Talca             |
| Santiago Morning     | Santiago de Chile |
| Santiago Wanderers   | Valparaíso        |
| Unión Española       | Santiago de Chile |
| Universidad Católica | Santiago de Chile |
| Universidad de Chile | Santiago de Chile |

## Tabelle
| Pl.                       | Verein                   | Sp. | S  | U  | N  | Tore    | Diff. | Punkte |
| ------------------------- | ------------------------ | --- | -- | -- | -- | ------- | ----- | ------ |
| 1.                        | Unión Española (M)       | 34  | 21 | 11 | 2  | 069:280 | +41   | 53     |
| 2.                        | Everton                  | 34  | 22 | 9  | 3  | 077:440 | +33   | 53     |
| 3.                        | Universidad de Chile     | 34  | 17 | 11 | 6  | 070:410 | +29   | 45     |
| 4.                        | CSD Colo-Colo            | 34  | 16 | 12 | 6  | 057:360 | +21   | 44     |
| 5.                        | CD Palestino (P)         | 34  | 16 | 10 | 8  | 067:530 | +14   | 42     |
| 6.                        | Green Cross Temuco       | 34  | 16 | 9  | 9  | 057:380 | +19   | 41     |
| 7.                        | Universidad Católica (N) | 34  | 14 | 10 | 10 | 048:390 | +9    | 38     |
| 8.                        | Santiago Wanderers       | 34  | 11 | 11 | 12 | 053:610 | −8    | 33     |
| 9.                        | Deportes Concepción      | 34  | 12 | 7  | 15 | 061:590 | +2    | 31     |
| 10.                       | Deportes Ovalle (N)      | 34  | 9  | 12 | 13 | 046:480 | −2    | 30     |
| 11.                       | Regional Antofagasta     | 34  | 12 | 6  | 16 | 051:700 | −19   | 30     |
| 12.                       | CD Aviación              | 34  | 9  | 10 | 15 | 049:790 | −30   | 28     |
| 13.                       | Lota Schwager            | 34  | 7  | 13 | 14 | 048:620 | −14   | 27     |
| 14.                       | Santiago Morning         | 34  | 10 | 7  | 17 | 041:570 | −16   | 27     |
| 15.                       | CD Huachipato            | 34  | 10 | 6  | 18 | 049:640 | −15   | 26     |
| 16.                       | Rangers de Talca         | 34  | 7  | 11 | 16 | 041:620 | −21   | 25     |
| 17.                       | Naval de Talcahuano      | 34  | 7  | 8  | 19 | 039:560 | −17   | 22     |
| 18.                       | Deportes La Serena       | 34  | 6  | 5  | 23 | 041:760 | −35   | 17     |
| Quelle: , Stand: Endstand |                          |     |    |    |    |         |       |        |

| (M) | Vorjahresmeister     |
| (P) | Vorjahrespokalsieger |
| (N) | Aufsteiger           |

## Meisterschaftsendspiel
|                | Gesamt |         | Hinspiel | Rückspiel |
| -------------- | ------ | ------- | -------- | --------- |
| Unión Española | 1:3    | Everton | 0:0      | 1:3       |

Beide Spiele fanden im Estadio Nacional de Chile statt. Das Hinspiel am 25. November 1976 vor 68.515 Zuschauern endete torlos. Im Rückspiel zwei Tage später vor 44.229 Zuschauern ging Everton durch Ahumada kurz vor dem Pausenpfiff in Führung. In der 58. Spielminute konnte Salinas auf 2:0 für Everton erhöhen. In der 86. Spielminute erzielte Miranda per Elfmeter den Anschlusstreffer, doch Ceballos machte die dritte Meisterschaft für Everton mit dem 3:1 in der 90. Minute perfekt. Zugleich qualifizierte sich Everton für die Copa Libertadores 1977. Unión Española nimmt an der Liguilla teil, die den zweiten Startplatz ausspielt.

## Beste Torschützen
| Rang | Spieler             | Klub                 | Tore |
| ---- | ------------------- | -------------------- | ---- |
| 1    | Óscar Fabbiani      | CD Palestino         | 23   |
| 2    | Julio Crisosto      | CSD Colo-Colo        | 21   |
| 3    | Alberto Hidalgo     | CD Palestino         | 20   |
| 4    | Ricardo Rojas       | Regional Antofagasta | 18   |
| 5    | Juan Domingo Loyola | Green Cross Temuco   | 17   |

## Liguilla um die Teilnahme an der Copa Libertadores
| Pl. | Verein               | Sp. | S | U | N | Tore    | Diff. | Punkte |
| --- | -------------------- | --- | - | - | - | ------- | ----- | ------ |
| 1.  | Universidad de Chile | 3   | 1 | 2 | 0 | 008:600 | +2    | 04     |
| 2.  | CD Palestino         | 3   | 2 | 0 | 1 | 008:700 | +1    | 04     |
| 3.  | Unión Española (M)   | 3   | 1 | 1 | 1 | 006:500 | +1    | 03     |
| 4.  | CSD Colo-Colo        | 3   | 0 | 1 | 2 | 003:700 | −4    | 01     |

### Entscheidungsspiel Copa Libertadores
|                      | Ergebnis |              |
| -------------------- | -------- | ------------ |
| Universidad de Chile | 2:2      | CD Palestino |

Universidad de Chile qualifiziert sich mit dem Unentschieden für die Copa Libertadores, da sie in der Liguilla das bessere Torverhältnis hatten.

## Relegationsliguilla
| Pl. | Verein               | Sp. | S | U | N | Tore    | Diff. | Punkte |
| --- | -------------------- | --- | - | - | - | ------- | ----- | ------ |
| 1.  | CD Huachipato (1)    | 3   | 2 | 0 | 1 | 009:400 | +5    | 04     |
| 2.  | Audax Italiano (2)   | 3   | 2 | 0 | 1 | 007:400 | +3    | 04     |
| 3.  | Transandino (2)      | 3   | 2 | 0 | 1 | 007:700 | ±0    | 04     |
| 4.  | Rangers de Talca (1) | 3   | 0 | 0 | 3 | 002:100 | −8    | 0      |